# 马仕俊
马仕俊（1913年—1962年1月27日），男，原籍四川会理，生于北京，中国理论物理学家，曾任国立西南联合大学教授。